# Maria Barbal
Maria Barbal, katalonska pisateljica, * 17. september 1949, Tremp. 
Njena dela so prevedena v več jezikov. Maria Barbal se je rodila 17. septembra v gorski vasici Tremp. Leta 1964 se je preselila v Barcelono. 
Diplomirala je iz španskega jezika in književnosti. Poučevala je na srednji šoli. Njeno delo je postalo znano z romanom Pedra de tartera (1985). 
Objavila je tudi zbirke kratkih zgodb La mort de Teresa (1986), Pampallugues (1986), Ulleres de sol (1994) in druge. Njeno otroštvo in odraščanje v Pirenejih je zaznamovalo njeno pisanje, saj se v svojih delih ukvarja s problemom izseljevanja s podeželja v mesto. Kasneje je njeno delo zaznamovala bolj urbano okolje, v besedilih jo zanima predvsem tema minljivosti.
Je avtorica kratkih zgodb, romanov, mladinskih romanov in gledaliških predstav. Njena dela so prevedena v nemščino, arabščino,španščino, italijanščino, francoščino, portugalščino … V slovenščino sta prevedeni njeni deli Intimna dežela (COBISS) in Kamen v melišču (COBISS). Za svoja dela je prejela številne nagrade.
Kamen v melišču je roman, ki nam ga posreduje protagonistka Conxa v prvoosebni pripovedi. Kot osemdeset letna gospa se spominja svojega življenja: odraščanja na kmetiji, o tem, kako je zapustila dom, da bi pomagala svoji teti. Tam je spoznala svojega moža, s katerim je imela otroke. Tako se zgodba razpleta naprej in Conxa pripoveduje o svojem življenju, o taborišču, o vračanju domov in o zakonu svojih otrok. Njena zadnja postaja je Barcelona, ki jo poimenuje »zadnja stopnica do groba«.

## Dela
1. Pedra de tartera (1985) (Kamen v melišču)
2. Mel i metzines (1990)
3. Càmfora (1992)
4. Escrivia cartes al cel (1996)
5. Carrer Bolívia (1999)
6. Cicle de Pallars (2002)
7. Bella edat (2003)
8. País íntim (2005) (Intimna dežela)
9. Emma (2008)
10. En la pell de l&#39;altre (2014)
11. A l’amic escocès

### Kratke zgodbe
1. La mort de Teresa (1986)
2. Ulleres de sol (1994)
3. Bari (1998)
4. La pressa del temps (2010)
5. Cada dia pienso en tu (2011)

### Otroška in mladinska književnost
1. Pampallugues (1991)
2. Des de la gàbia (1992)
3. Espaguetti Miu (1995)

### Predstava
- L'helicòpter (2000)